# Plum Mariko
Mariko Umeda (梅田 麻里子, Umeda Mariko) (Tóquio 1 de novembro de 1967 - 16 de agosto de 1997), mais conhecida pelo seu nome no ringue Plum Mariko (プラム麻里子, Puramu Mariko), foi uma lutadora profissional japonesa que competiu pela Japan Women's Pro-Wrestling de 1986 a 1992 e, posteriormente, pela JWP Joshi Puroresu de 1992 até sua morte em 1997. Mariko foi a primeira lutadora profissional no Japão a morrer devido a lesões sofridas em uma luta de wrestling.

## Campeonatos e prêmios
- All Japan Women's Pro Wrestling

- AJW Hall of Fame (1998) 

- Japan Women's Pro Wrestling

- JWP Junior Championship (1 vez)
- UWA Women's Junior Championship (1 vez)